# Ben Sledsens
Ben Sledsens (Antwerpen, 26 augustus 1991) is een Belgisch figuratief kunstschilder. Aan de hand van uitvergroting en idealisering van elementen uit de natuur en zijn dagelijkse leven stelt hij in zijn grootschalige werken een utopische wereld samen waarin hij zelf zou willen leven. De natuur en de kunstgeschiedenis zijn zijn belangrijkste inspiratiebronnen.
Hij woont en werkt in Antwerpen.

## Biografie
Ben Sledsens had van jongs af aan aanleg voor tekenen en volgde zijn middelbare studies aan de kunsthumaniora in Antwerpen. Hij studeerde verder aan de Koninklijke Academie voor Schone Kunsten van Antwerpen waar hij een passie voor schilderen ontwikkelde. In 2015 behaalde hij het diploma van master in de schilderkunst.
Tijdens zijn academiejaren vertoonde Sledsens al een sterke voorkeur voor het schilderen van stillevens, landschappen en portretten. Bij een museumbezoek in München kwam hij onder indruk van de creatieve wijze waarop Georg Baselitz omsprong met vormen, kleuren en figuren. Dit was voor Sledsens de aanleiding om afstand te nemen van de academische conventies en om voortaan zijn eigen creatieve weg te volgen met zijn voorliefde voor cartoons en verhalen, sterke figuren en picturale eenvoud zoals een plantenwereld in een plat decor geïnspireerd op Henri Rousseau.
Tijdens zijn afstudeertentoonstelling werd Sledsens opgemerkt door de Belgische galerist Tim Van Laere. Dit leidde  tot een samenwerking tussen de kunstenaar en de galeriehouder die in 2016 begon met een eerste solotentoonstelling "Pulling Ropes and Ringing Bells" in de galerie van Van Laere. Hierdoor kon Sledsens na zijn studies onmiddellijk als professioneel kunstenaar aan de slag. Zijn werk kreeg onmiddellijk aandacht in de de media en bij Belgische en internationale verzamelaars. In 2017 kreeg hij een solotentoonstelling in de Gallery Mier in Los Angeles. Later volgden, naast regelmatige exposities in de Gallery Tim Van Laere, tentoonstellingen in onder andere het MHKA en het Momu in Antwerpen, het kunstmuseum in Luzern, het Centro de Arte Contemporáneo Malaga, de Nassima Landau Foundation in Tel Aviv en de triënnale van Brugge.
Sledsens werkt zeer lang en intensief aan elk schilderij. Bijna elk werk is een proces van verschillende maanden. Hij werkt vaak aan meerdere schilderijen tegelijkertijd. Hierdoor is zijn productie beperkt tot ongeveer 15 à 20 schilderijen per jaar. Gezien de internationale belangstelling is er een wachtlijst voor zijn werk en waren al zijn solotentoonstellingen meteen uitverkocht.
In november 2023 opende Tim Van Laere Gallery een tweede locatie in Rome, die werd geïnaugureerd met de solotentoonstelling "Un Nuovo Viaggio" van Ben Sledsens. Ook hier waren alle werken reeds voor de opening van de tentoonstelling aan verzamelaars toegewezen.
Sledsens is sinds zijn studies de partner van de modeontwerpster Charlotte De Geyter, die samen met haar moeder een eigen luxe modelabel heeft. Charlotte De Geyter is tevens de muze van de schilder. Zij is, naast Sledsens zelf, het enige personage in zijn werken dat gebaseerd is op een bestaand persoon.

## Oeuvre
Het oeuvre van Ben Sledsens is verhalend, vrolijk en optimistisch, nostalgisch en tijdloos. Het wordt gekenmerkt door verbeelding en escapisme, maar bevat tegelijk ook mysterie en ambiguïteit. De natuur speelt een belangrijke rol, met weelderige bossen, uitgestrekte landschappen en idyllische tuinen als terugkerende omgevingselementen.  Zijn werken zijn steeds figuratief, maar Sledsens abstraheert details om de essentie van zijn onderwerp te benadrukken.
Er zitten geen statements, sociale of politieke boodschappen in zijn werk. Sledsens wil de toeschouwers confronteren met een nieuwe kijk op de werkelijkheid die hen omringt. Hij gaat in zijn doeken een open dialoog aan met de toeschouwer aan de hand van vorm, lijn, compositie en kleur. Sledsens is gefascineerd door de kunstgeschiedenis en ziet zijn werk als een evenwicht tussen het heden en de tradities die opgebouwd zijn door opeenvolgende generaties in de kunstgeschiedenis. Zijn kleurgebruik, composities en landschappen zijn geïnspireerd door grote meesters uit de kunstgeschiedenis zoals Claude Monet, Henri Rousseau, Henri Matisse, Pierre Bonnard, Paula Modersohn Becker , Pieter Breughel De Oude, David Hockney en de Belgen Jean Brusselmans of James Ensor.
In zijn oeuvre heeft Ben Sledsens met portretten, landschappen en stillevens een voorliefde voor de klassieke thema’s van de schilderkunst. Hij haalt zijn inspiratie uit de schilderkunst, tekeningen, foto's en alles wat hij tegenkomt in zijn directe omgeving, zoals de bossen, bomen, vogels of landschappen uit zijn wandelingen of bloemstukken en voorwerpen uit zijn interieur of tuin. Hierop laat hij zijn fantasie los om ze in een verhaal te verwerken.  Hij maakt gebruik van terugkerende archetypes en motieven.
Sledsens stelt zijn landschappen samen op basis van een selectie van onder andere bomen, wegen, bloemen, meren, gras en dieren waarmee hij aan de slag gaat om een eenheid en evenwicht van lijnen, paden, brandpunten en overgangen te creëren. Hij schildert niet naar de werkelijkheid, maar op basis van zijn fantasie. Zijn landschappen tonen zijn persoonlijke interpretatie van een onbereikbaar utopisch universum waarin hij zelf kan verdwalen en ontsnappen en die zijn oorsprong vindt in zijn verbeelding, verlangens, dromen en innerlijke bekommernissen.
Al zijn schilderijen zijn geschilderd met een combinatie van acryl- en olieverf, waarbij hij de eerste lagen in matte snel drogende acryl schildert en de volgende lagen in glanzende olieverf. Deze techniek laat Sledsens toe om te experimenteren met verschillende lagen en kleuren.
Hij werkt niet in reeksen, elk schilderij is een afgerond verhaal. In een werk zit vaak een subtiele link naar een ander, zodat er een vorm van coherentie in zijn oeuvre aanwezig is. Sledsens maakt werken op grote schaal.
Hoewel de focus van Sledsens op de schilderkunst ligt, werkt hij soms ook met andere kunstvormen. Hij ontwierp in 2021 een glasraam in opdracht van het Kasteel van Gaasbeek voor de Sint-Gertrudiskapel.[ In 2022 exposeerde hij vazen met bloemenmotieven in geglazuurde keramiek en in 2024 een serie houtskooltekeningen.
Ben Sledsens werd in 2025 geselecteerd als een van de hedendaagse toonaangevende kunstenaars in de overzichtstentoonstelling Painting after Painting in het SMAK in Gent.

## Award
2015:  "KoMASK Award voor schilderkunst", Koninklijke Maatschappij voor de Aanmoediging van Schone Kunsten van België.

## Musea en collecties[40]
- Museum of Contemporary Art San Diego (San Diego)
- MUHKA (Antwerpen)
- CAC (Malaga),
- Fundacion Canaria para el Desarollo de la Pintura (Las Palmas De Gran Canaria)
- Hermitage (Sint-Petersburg)
- Nassima Landau Art Foundation (Tel Aviv)
- Centraal Museum Utrecht

## Boek
- Ben Sledsens: Pulling ropes and ringing bells, 2016, auteur: Goedele Bartholomeeusen[41]
- Ben Sledsens, 2018, auteurs: Manfred Sellink, Karen Van Godtsenhoven, Rinus Van de Velde[42]
- Ben Sledsens: Morning Moon, 2020, auteur: Tim Van Laere[27]
- Ben Sledsens, 2022,  auteurs: Herwig Todts, Stefan Weppelmann[43]
- Ben Sledsens: Under the Tree Distant Sea, 2022, auteur: Katrien Loret[4]
- Ben Sledsens between fish and stars, 2024, auteur: Bart Rutten[44]